# ساگیتوو (شهرستان خایبولینسکی، باشقیرستان)
ساگیتوو (انگلیسی: Sagitovo, Khaybullinsky District, Republic of Bashkortostan) یک شهرک در شهرستان خایبولینسکی استان باشقیرستان کشور روسیه است.